# Семенов Дем'ян Захарович
Дем'ян Захарович Семенов(30 вересня 1906 — 12 березня 1944) — російський радянський письменник.

## Біографія
Письменник народився 30 вересня 1906 у м. Очеретяний колишньої Калузької губернії в сім'ї робітника. Однак за іншими джерелами, його батьківщина — село Мішнева Суворовського району Тульської області. Сім'я Семенових переїхала в м. Маріуполь. Незабаром помер батько Дем'яна. В 1919 році денікінці розстріляли матір. Тринадцятирічного хлопчика взяли на виховання бійці Першої Кінної Армії.
Неодноразово Дем'ян бував у самому пеклі шабельних боїв. З лав Червоної Армії демобілізувався в 1923 році. Працював на Маріупольському заводі ім. Ілліча. А на початку 30-х років переїхав до Бердянськ, став працювати в редакції газети «Більшовицька зірка», нині «Південна зоря».
Був членом редколегії журналу «Забой» і відповідальним секретарем Союз пролетарських письменників Донбасу «Забой».
У січні 1932 року в приміщенні газети по вулиці Красній відбулося перше засідання бердянського літоб'єднання. Зібралася молодь, читали вірші. Семенов був уже тоді автором збірки повістей про робітників «Виклик кинуто», працював над романом про шахтарів Донбасу «Пласти у вогні», що вийшов у світ в 1934 році. У цьому ж році він переїздить до Харкова. Написаний ним і сценарій картини «Ювілей сільського лікаря». В1941 році Семенов закінчив книгу «Гнів народу».
Під час Великої Вітчизняної війни на фронт Семенов пішов у листопаді 1943 року, будучи членом Спілки письменників. У званні гвардійського лейтенанта був політпрацівником, командував підрозділом.
Загинув Дем'ян Семенов 12 березня 1944 у селі Новопетрівка Снігурівського району Миколаївської області, кинувшись з гранатою під ворожий танк. Пам'ять про письменника  Семенова у селі Новопетрівка збережена завдяки пошуково-краєзнавчій роботі вчителя украінськоі мови і літератури, засновника і керівника сільського історико-краєзнвчого музею Лопатіної (Руденко) Віри Михайлівни.
Його ім'я вигравірувано на меморіальній плиті в приміщенні Спілки письменників України. 
«… На мою думку, Вже час назвати наш Парус ім'ям его засновника», — писав його учень і соратник Огульчанський Олексій Якович.

## Джерелла
- https://web.archive.org/web/20140714215345/http://gorod-online.net/nuwspoln.php?nuws=106&number=241